# Conopsis megalodon
Conopsis megalodon (лат.) — вид неядовитых змей из семейства ужеобразных. Обитает в Мексике (Южная Сьерра-Мадре в штатах Герреро и Оахака).

## Ареал
Conopsis megalodon обитает в горных районах Мексики. Ареал вида охватывает штаты Герреро и Оахака.

## Описание
Длина тела достигает 10,7—25,0 см. Голова большая, с треугольным профилем. Туловище толстое, с характерными ромбовидными щитками. Окраска тела варьируется от серой до коричневой, с темными пятнами.

## Экология
Питается насекомыми.

## Размножение
Conopsis megalodon яйцекладущая змея. Самка откладывает 5-12 яиц.

## Охрана
Conopsis megalodon имеет статус наименее уязвимого вида. 